# Sali Vercellese
Sali Vercellese (Sali in piemontese) è un comune italiano di 90 abitanti della provincia di Vercelli in Piemonte.

## Geografia fisica

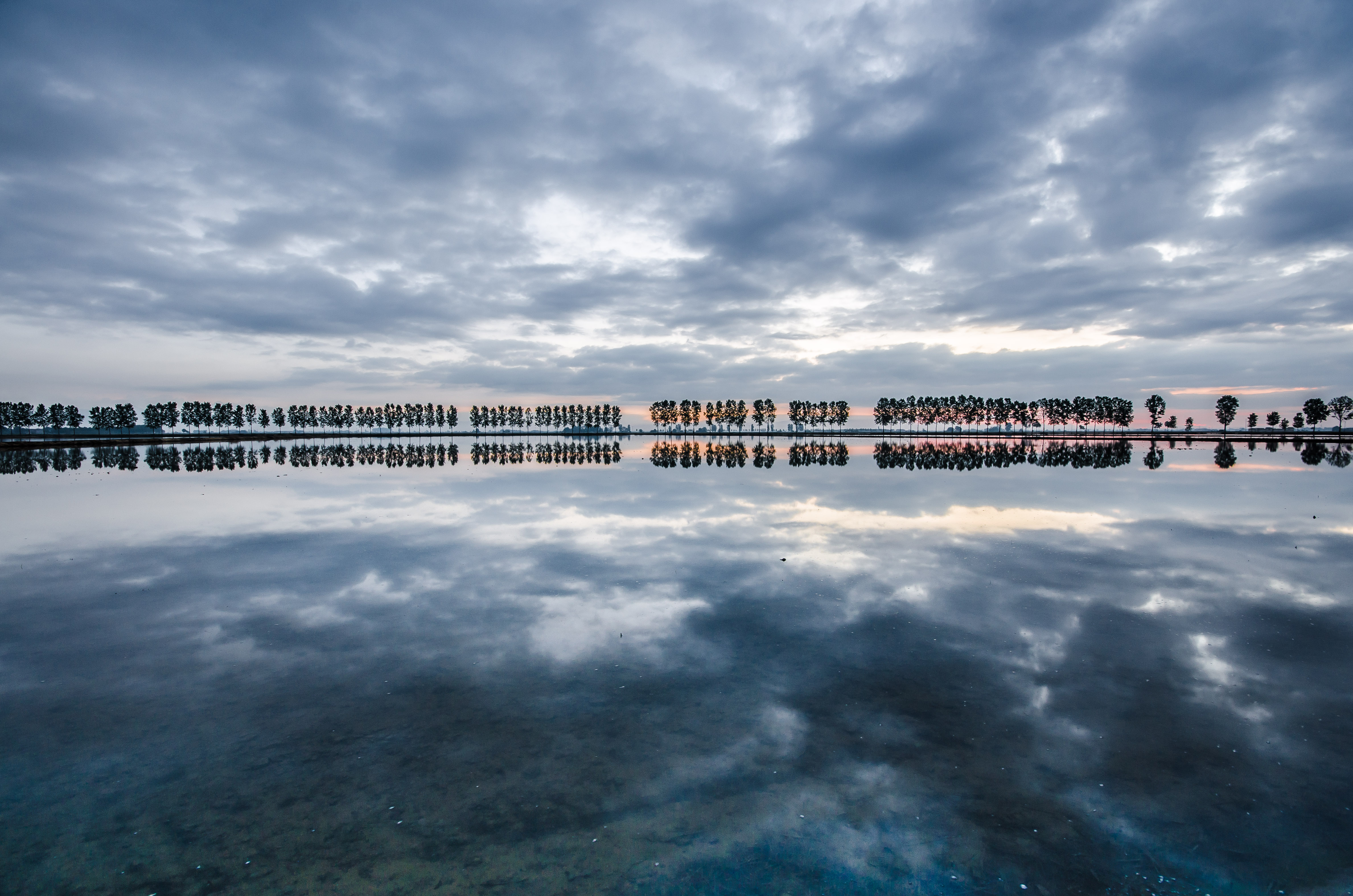
Il suggestivo panorama di una risaia a Sali Vercellese

Il comune è situato nella bassa pianura vercellese, posto alla destra del fiume Sesia, in un'area fortemente caratterizzata dalle numerose risaie e dalla presenza di una forte canalizzazione.
Il territorio presenta un profilo geometrico regolare, con variazioni plano-altimetriche quasi del tutto irrilevanti.

## Storia

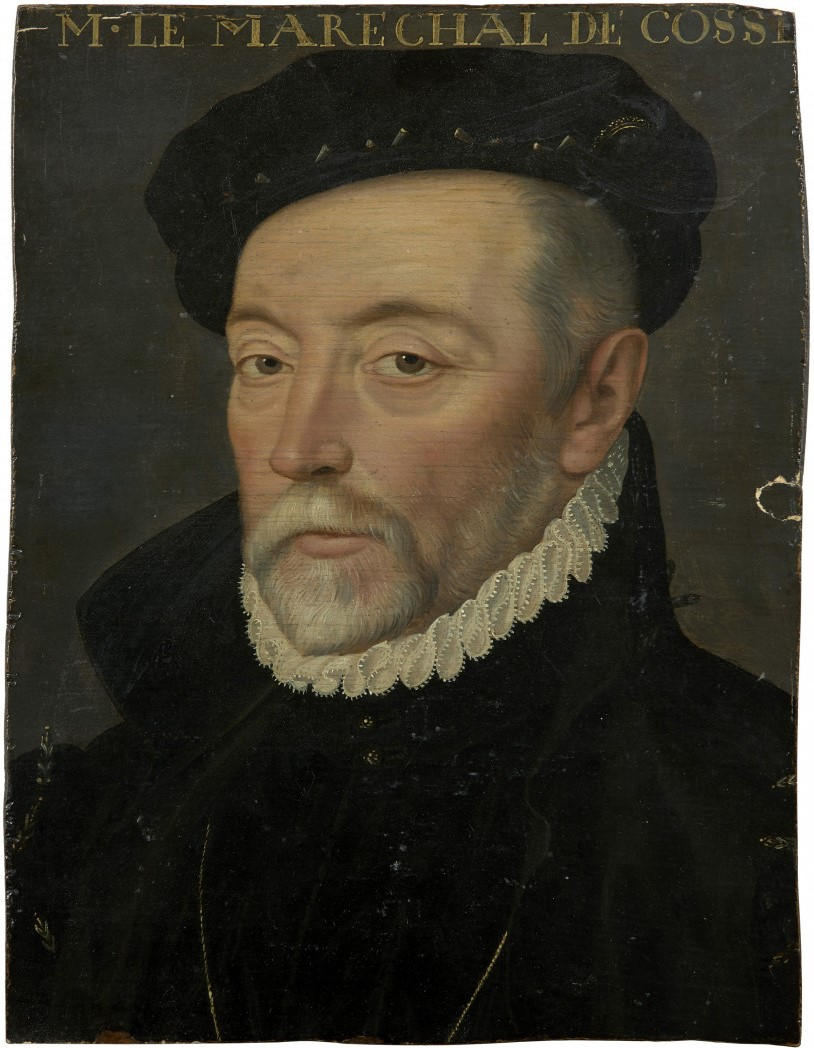
Le truppe del maresciallo francese Brissac saccheggiarono il castello nel 1553

La prima attestazione dell'esistenza dell'abitato risale all'anno 996 quando il comune viene indicato con un nome di origine longobarda: il termine "sala" (in plurale "salae", italianizzato in "sali") indicava infatti una casa di campagna, signorile, attorniata da costruzioni rurali ad essa annesse, fatto che sembrerebbe sin dall'antichità definire l'aspetto del borgo.
Nell'anno 999, il paese viene citato in un diploma imperiale che ne conferma il possesso al vescovo Leone di Vercelli, ma già dal XIII secolo la diocesi ne assegnò la proprietà all'abbazia di San Benedetto di Muleggio, insieme al castello locale, fatto che creò non poche lotte intestine tra le principali famiglie dell'area. Quando i Visconti cedettero il borgo ai Savoia nel 1427, esso venne compreso all'interno del feudo di Lignana col quale rimase annesso sino al 1483 quando ne venne staccato e concesso come signoria agli Avogadro. Nel 1620 i duchi di Savoia lo infeudarono alla famiglia delle Lanze, estintasi nel 1784.
Nel 1553, mentre le truppe del maresciallo francese Artus de Cossé-Brissac che saccheggiarono Vercelli si stavano ritirando, alcuni soldati depredarono Sali e il suo castello, il quale subì un nuovo saccheggio nel 1704 sempre da parte dei francesi guidati questa volta dal duca Luigi Giuseppe di Borbone-Vendôme e sempre dopo un nuovo assedio di Vercelli.
Fino al 29 gennaio 1864 il comune era denominato semplicemente Sali; in tale data assunse la nuova denominazione di Sali Vercellese.

### Via Francigena
La nona tappa della Via Francigena, che parte da Santhià e prosegue in direzione di Vercelli, è adiacente al territorio di Sali Vercellese.

## Monumenti e luoghi d'interesse

### Architetture religiose

#### Chiesa parrocchiale dei Santi Desiderio, Giacomo e Clemente
Costruita nel Settecento in forme barocche, è dedicata come santo principale a san Desiderio di Langres ed è posta al centro dell'abitato, per quanto defilata dalla via principale.
Qui ebbe per qualche tempo la cura d'anime il beato Secondo Pollo.

### Architetture civili

#### Il castello

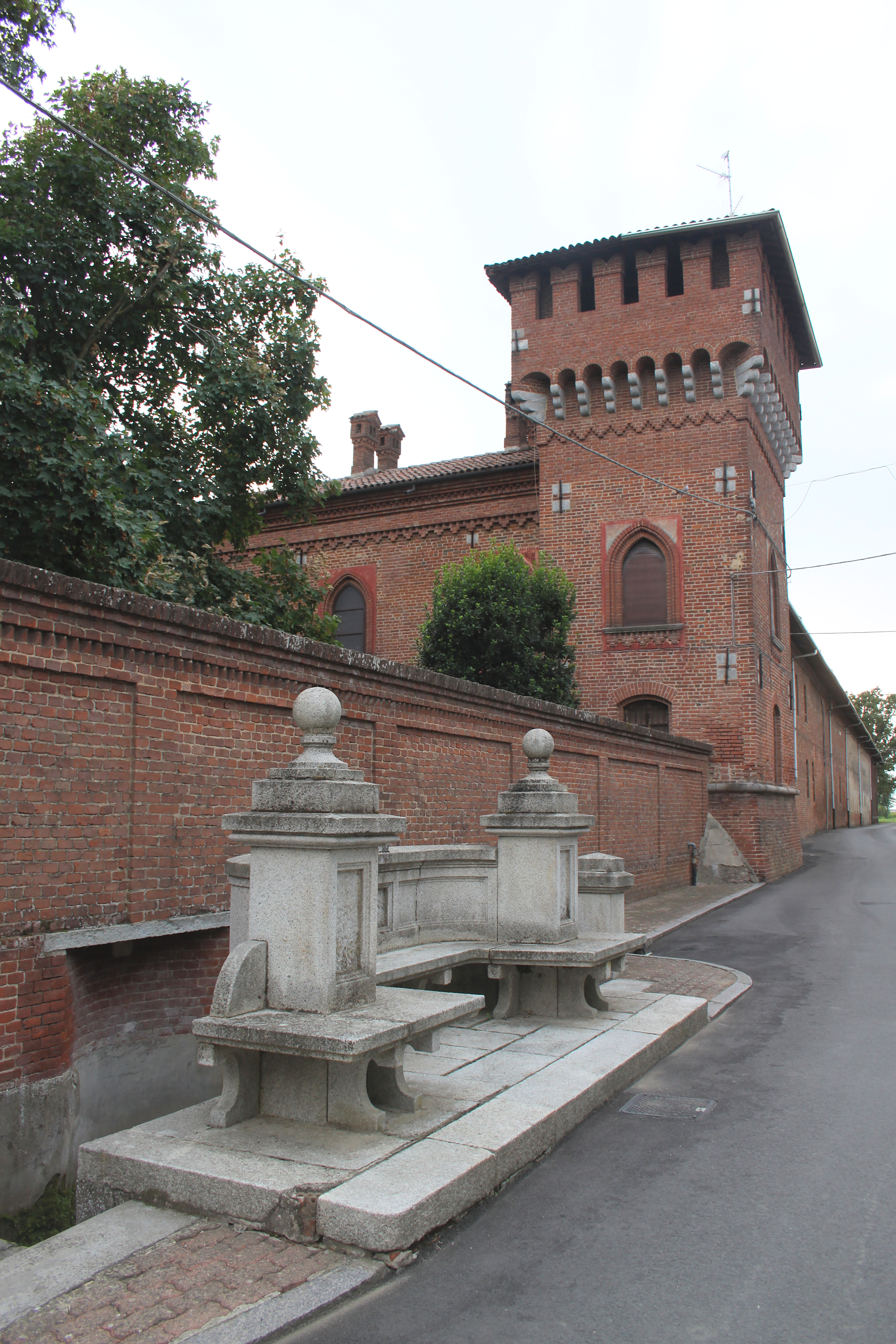
Il castello di Sali Vercellese

Il castello di Sali Vercellese, la cui prima menzione risale al 1268, nacque probabilmente con la funzione di ricetto, ovvero riparo difensivo per i prodotti agricoli della zona. Venne coinvolto già in tempi antichi nelle lotte interne tra diverse potenti casate locali come i De Ast, i Cocorella e i Bicchieri e la diocesi di Vercelli, venendo poi danneggiato dalle truppe di Giovanni II Paleologo nel corso delle dispute territoriali tra Galeazzo II Visconti, duca di Milano, e il marchese del Monferrato. Nel corso del 1427 secolo, il castello passò sotto i Savoia che lo posero nella giurisdizione di Vercelli dal 1434.
Nel XVII secolo, il castello perse le sue funzioni difensive e fu trasformato in una cascina. Vi soggiornò occasionalmente il cardinale Carlo Vittorio Amedeo Ignazio delle Lanze. Nel 1910, il castello venduto dall'ultimo proprietario, il conte Raoul Costa de Beauregard, ed acquistato da Eusebio Saviolo (fondatore tra l'altro della locale società di agricoltori), che ne promosse importanti lavori di restauro e una sostanziale modifica stilistica grazie all'opera degli architetti milanesi Luigi Broggi e Cesare Nava.
Originariamente a pianta quadrangolare, il castello di Sali era circondato da un fossato e presentava tre torri quadrate (delle quali due, nel corso dei restauri novecenteschi, vennero rialzate e decorate con altri elementi) a guardia di altrettanti ingressi.

## Società

### Evoluzione demografica
Abitanti censiti

### Etnie e minoranze straniere
Secondo i dati ISTAT al 1º gennaio 2016 la popolazione straniera residente era di 7 persone, costituenti il 6,5% della popolazione totale. Le nazionalità maggiormente rappresentate in base alla loro percentuale sul totale della popolazione residente erano:
1. Romania 4
2. Marocco 1
3. Moldavia 1
4. Cuba 1

### Religione
La quasi totalità della popolazione è cattolica. Nel Comune è presente una chiesa cattolica appartenente all'Arcidiocesi di Vercelli.

## Economia
L'economia di Sali Vercellese è prevalentemente basata sull'agricoltura, in particolare sulla coltivazione del riso.
L'industria, ridottissima, è perlopiù limitata a piccole imprese per la lavorazione e la commercializzazione di prodotti alimentari.

## Amministrazione

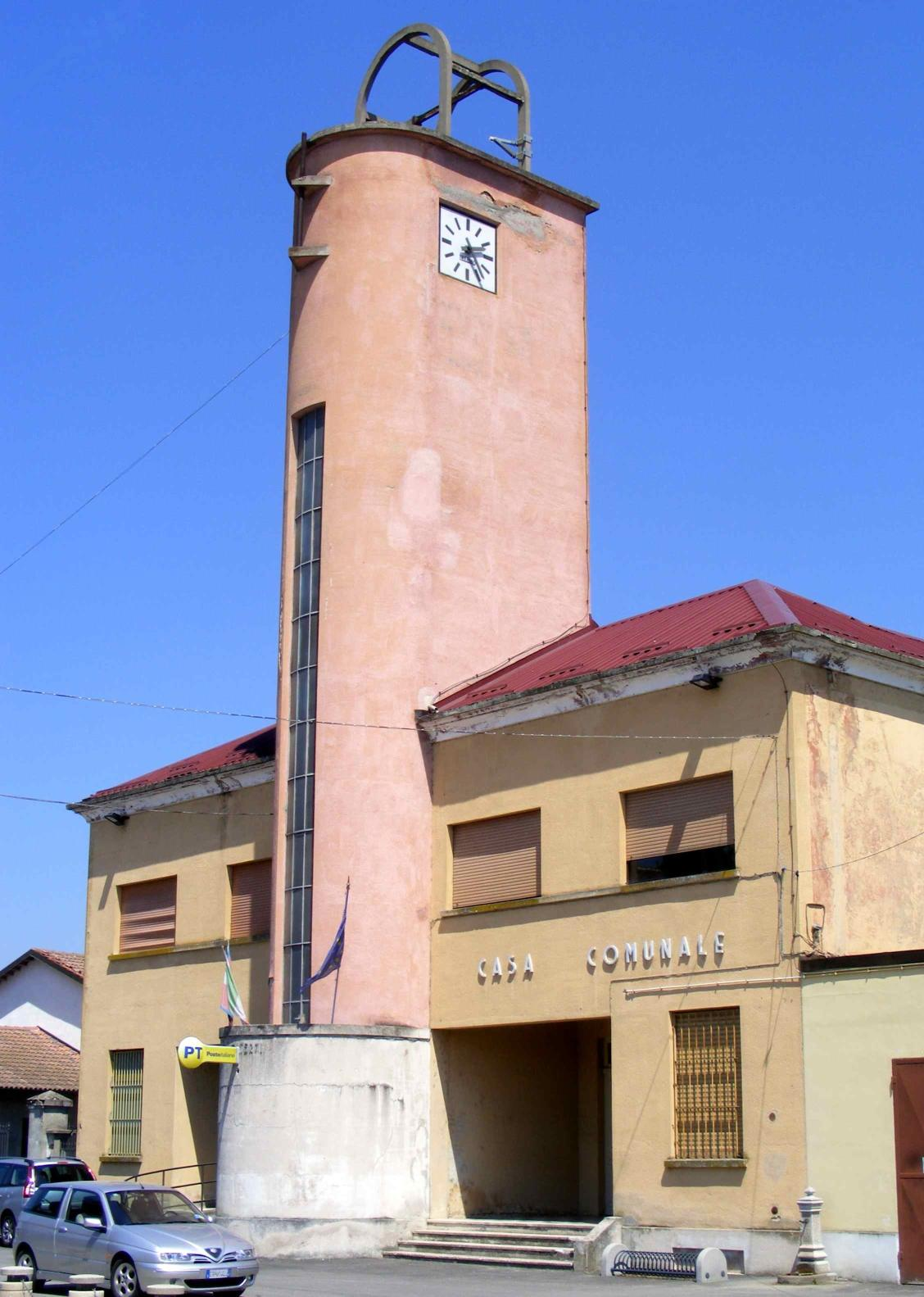
Il municipio

| Periodo | Periodo   | Primo cittadino  | Partito          | Carica  | Note |
| ------- | --------- | ---------------- | ---------------- | ------- | ---- |
| 1993    | 1999      | Ottavio Mezza    | Lista civica     | Sindaco |      |
| 1999    | 2004      | Ottavio Mezza    | Lista civica     | Sindaco |      |
| 2004    | 2009      | Emanuele Gabutti | Lista civica     | Sindaco |      |
| 2009    | 2014      | Emanuele Gabutti | Lista civica     | Sindaco |      |
| 2014    | 2019      | Emanuele Gabutti | Lista civica     | Sindaco |      |
| 2019    | 2024      | Giacomo Mezza    | Lista civica     | Sindaco |      |
| 2024    | in carica | Giacomo Mezza    | Insieme per Sali | Sindaco |      |

## Sport
A Sali Vercellese è nato il calciatore Vittorio Zorzoli, il quale vinse lo scudetto nella stagione 1912-1913 con il Football Club Pro Vercelli 1892, squadra che all'epoca dominava il panorama calcistico italiano.